# Treehouse TV
Treehouse TV – kanadyjski kanał telewizyjny adresowany do dzieci. Został uruchomiony w listopadzie 1997 roku.